# Via XX Settembre (Genova)
Via XX Settembre è una delle principali arterie viarie del centro di Genova all'interno del quartiere genovese di San Vincenzo, della lunghezza di poco inferiore al chilometro.

## Ubicazione
Si sviluppa in direzione est-ovest e, assieme a corso Italia - la promenade che costeggia il lungomare - è uno dei luoghi prediletti per le passeggiate dei genovesi.
Attraversa i due sestieri centrali di Portoria (primo tratto, porticato, da piazza De Ferrari al Ponte monumentale) e di San Vincenzo (dal Ponte Monumentale allo sbocco in via Cadorna presso piazza della Vittoria.
È incrociata nel suo sviluppo da numerose strade - in parte pedonalizzate in occasione dei lavori di riqualificazione per il G8 del 2001 - ricche di eleganti negozi. Serve da cerniera fra la parte centro-orientale della città che si affaccia a est del torrente Bisagno a quella più occidentale sviluppata oltre largo della Zecca, verso Principe.
Congiunge in particolare piazza della Vittoria a piazza De Ferrari, ovvero due dei maggiori slarghi della città.
Quasi esclusivamente riservata a negozi e uffici della città, via Venti è posta in leggera salita in direzione ovest (ma il traffico automobilistico si sviluppa in senso opposto) ed è abbellita da alcuni fra i più imponenti palazzi cittadini; nella parte superiore della via una serie di lunghi portici si sviluppa su entrambi i suoi lati, che dal lato destro giungono sino agli ingressi del Teatro Carlo Felice.
Lungo via XX Settembre si affacciano alcuni fra più prestigiosi negozi e hanno sede eleganti caffè. Fino agli anni ottanta, l'arteria era anche ricca di sale cinematografiche e teatri (fra i quali, per esempio, il Cinema Olimpia e il Teatro Margherita), tanto da far conoscere la via a livello nazionale come "la strada dei cinema", successivamente chiuse con l'apertura delle multisale del porto antico e della Fiumara a Sampierdarena.

## Storia

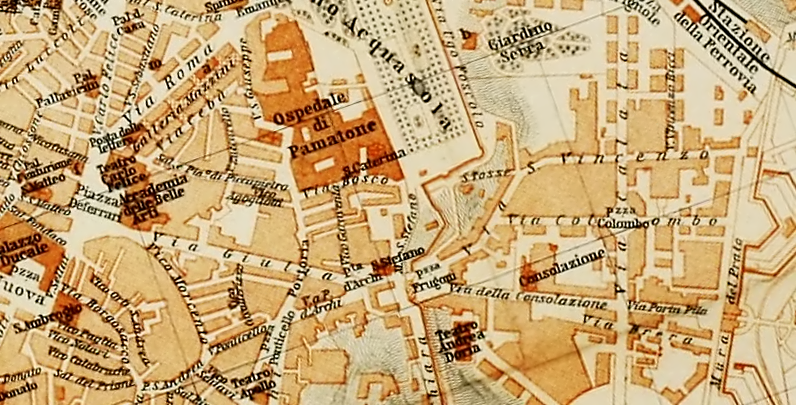
La zona del centro corrispondente a via Giulia, via della Consolazione e via Porta Pia, mappa pubblicata nel 1886
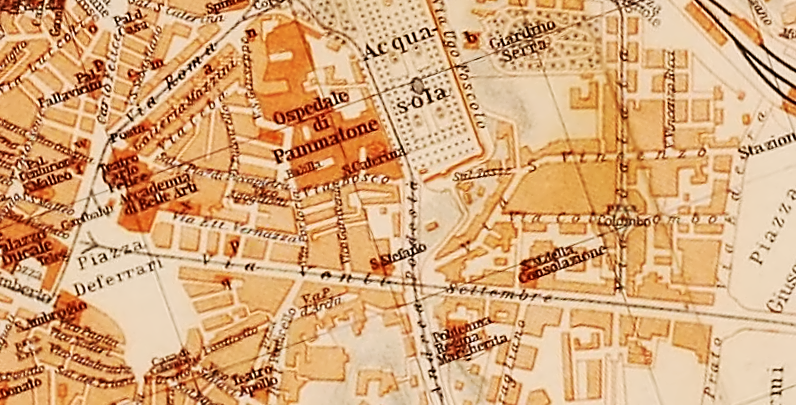
La zona del centro corrispondente a via Giulia, via della Consolazione e via Porta Pia, mappa pubblicata nel 1906[3], dopo la realizzazione di via XX Settembre.

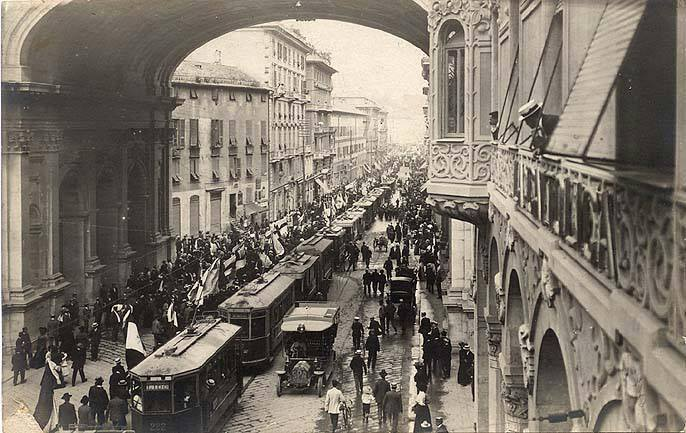
Via XX Settembre nel 1907, in occasione di un corteo

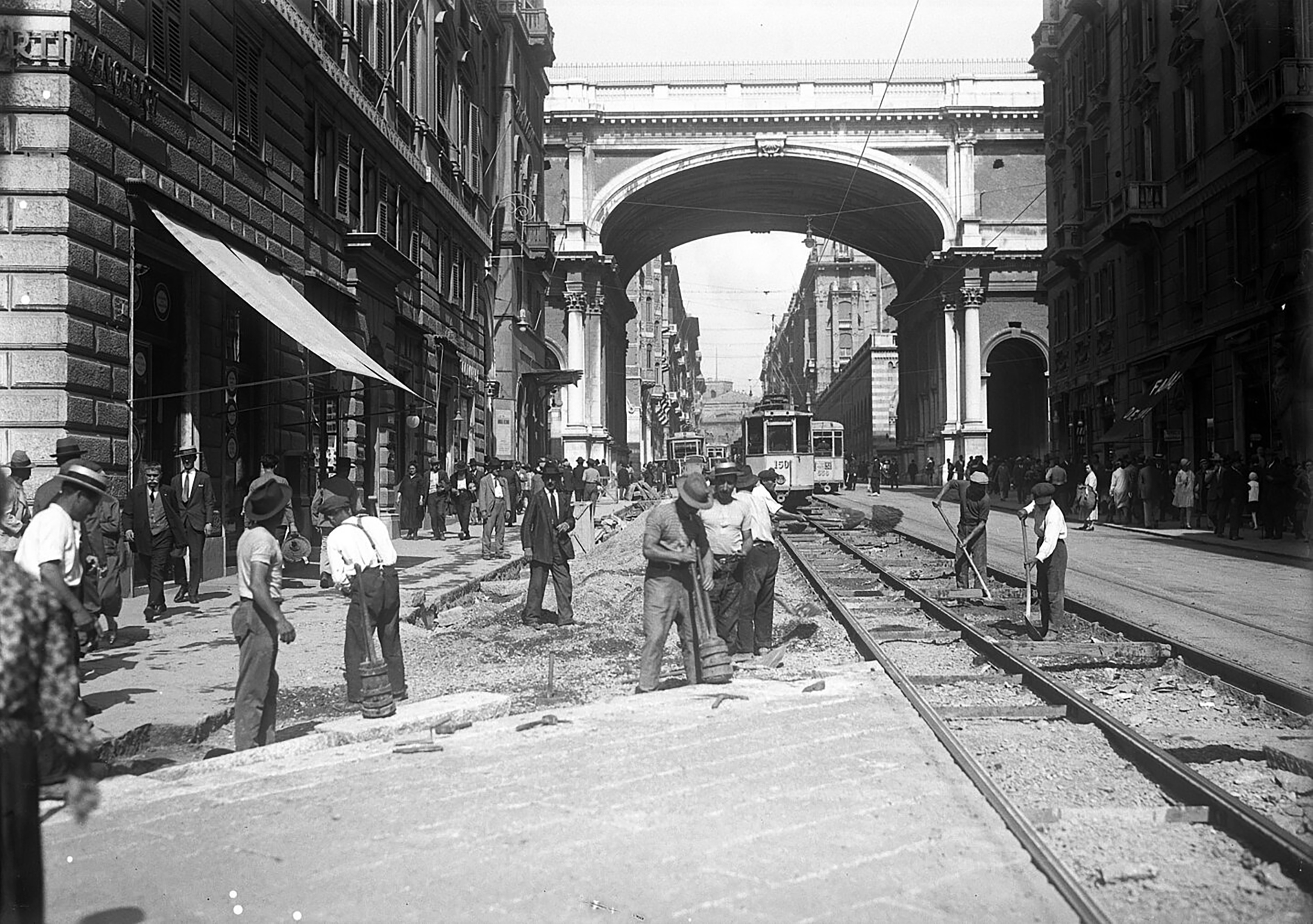
Le operazioni di rimozione dell' originale lastricatura in pietra della via, nel 1929

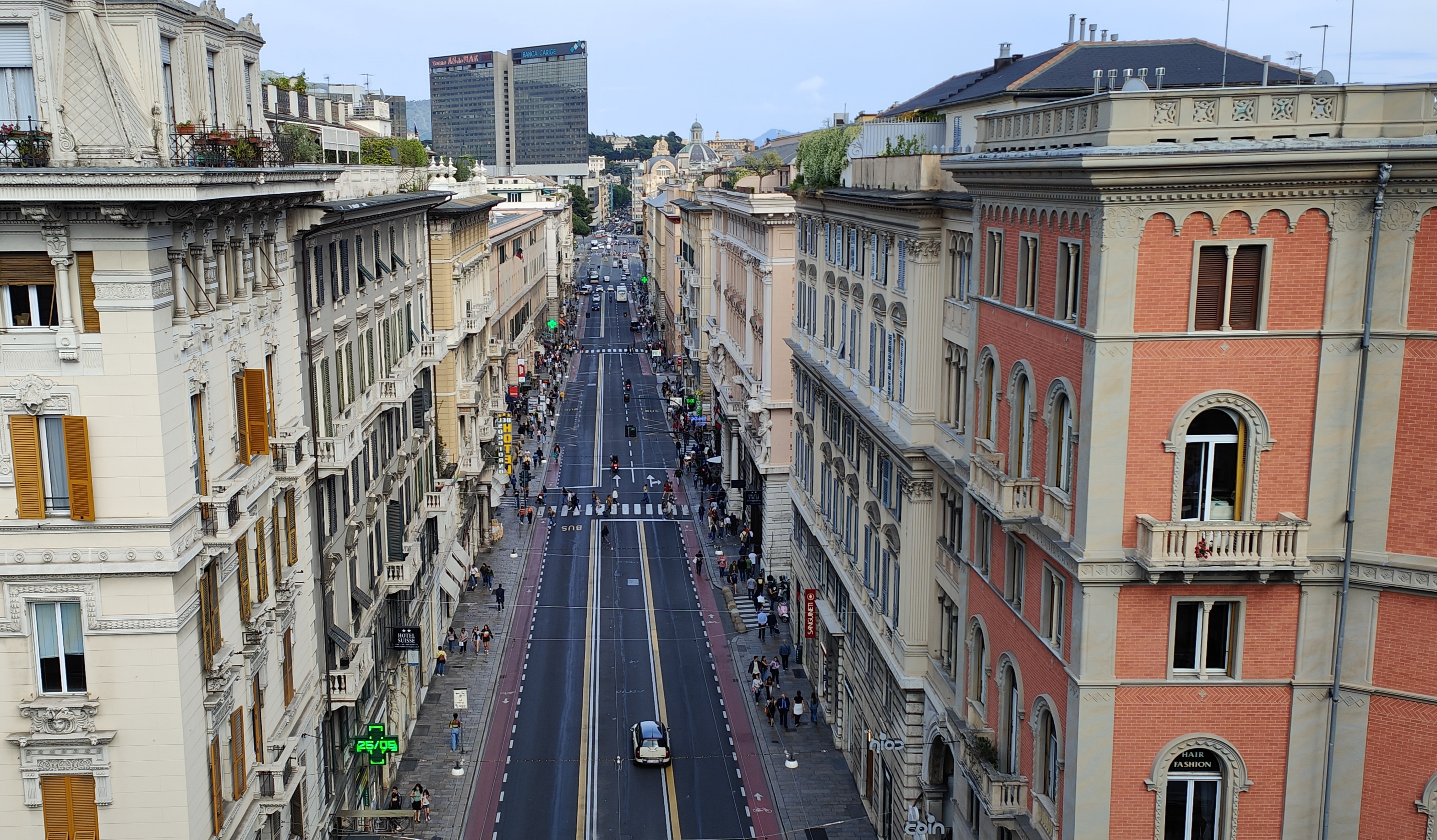
Sullo sfondo: P.zza della Vittoria e Corte Lambruschini

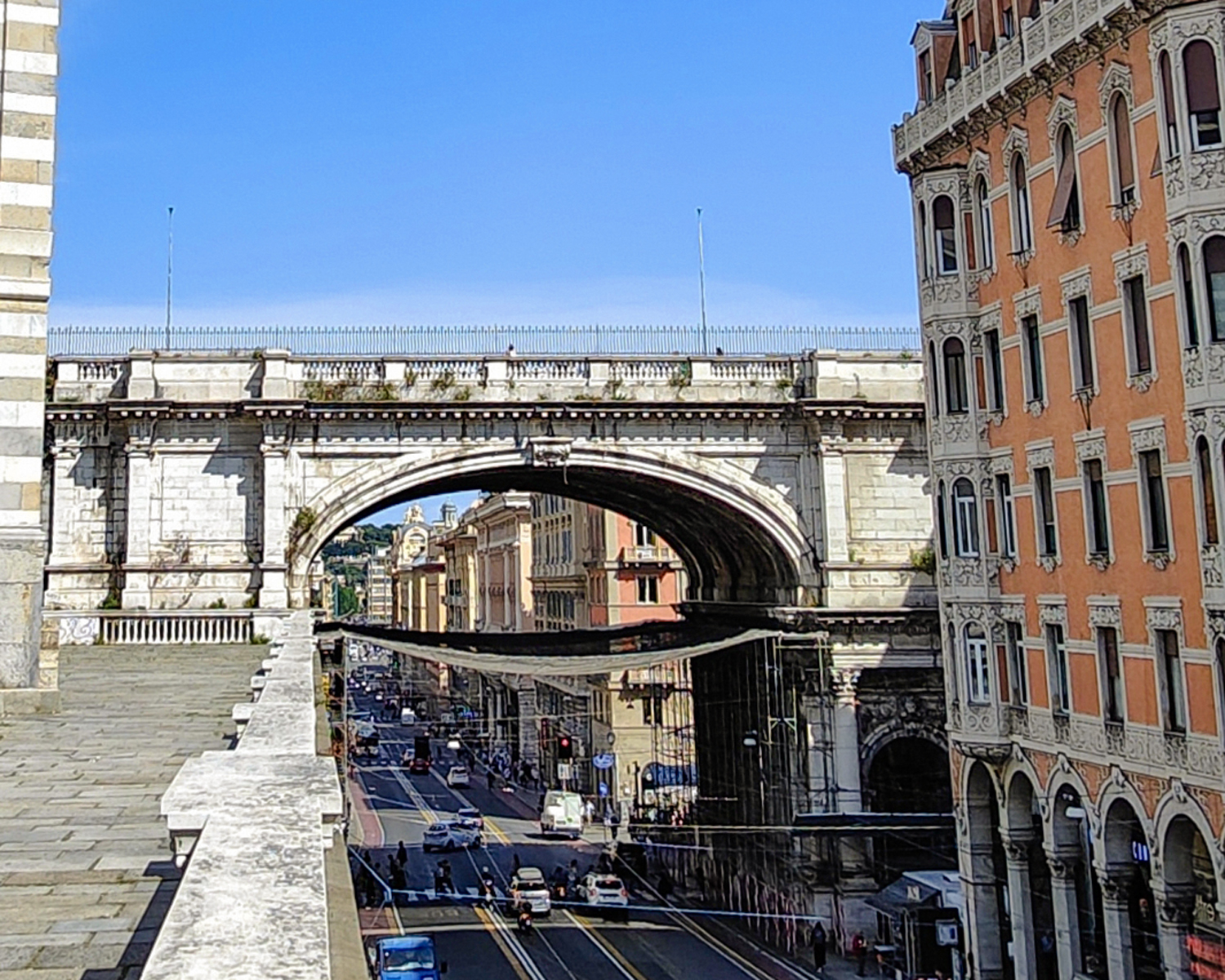
Il Ponte Monumentale visto dal piazzale della Chiesa di Santo Stefano. Da notare la rete sottostante per i lavori di ristrutturazione

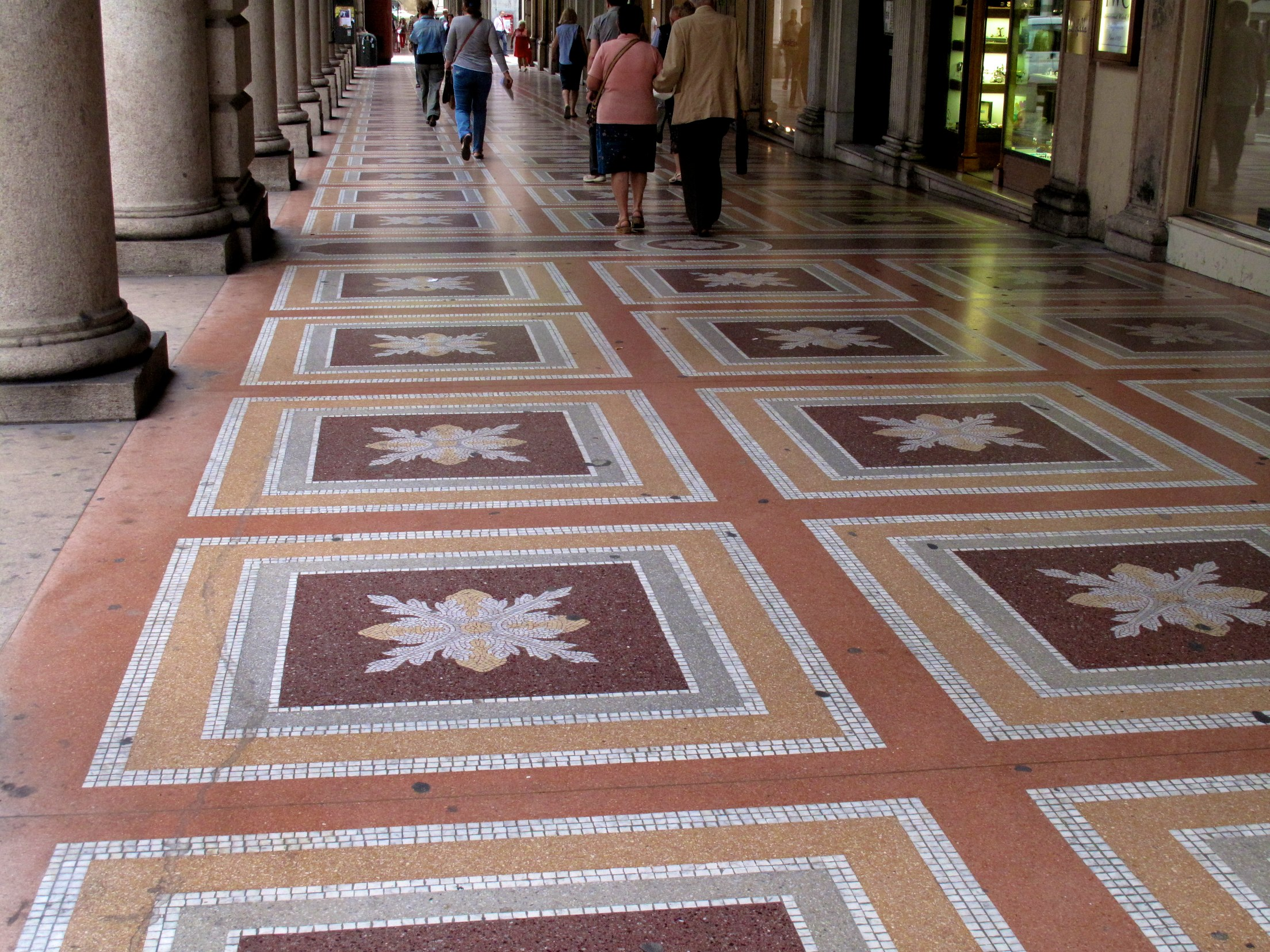
Uno dei mosaici sotto i portici

La via fu costruita nell'ultimo decennio dell'Ottocento, rettificando e ampliando il percorso di via Giulia e via della Consolazione, per realizzare una nuova viabilità verso il levante, che fino ad allora aveva sbocchi inadeguati all'espansione urbanistica della città. La denominazione della nuova strada fu all'epoca oggetto di accese discussioni, finché prevalse la volontà di numerosi cittadini di vedere riconosciuta con questa intitolazione la storica data della Presa di Roma.
La via fu fortemente voluta dal sindaco Andrea Podestà, ma osteggiata da parte della popolazione residente poiché per costruirla fu necessario procedere a demolizioni di case e negozi. Soprattutto furono contrari i religiosi della chiesa del Rimedio, espropriati per far passare l'arteria. Fra le altre demolizioni necessarie vi fu quella, ostacolata dal governo, delle carceri di Sant'Andrea.
Il tratto di strada che interessa il quartiere di S. Vincenzo (dal Ponte Monumentale a via Fiume), pur non avendo il sontuoso aspetto della parte compresa tra Piazza De Ferrari e il Ponte Monumentale, caratterizzata da alti portici con pavimento alla veneziana, è ugualmente fitto di eleganti palazzi e negozi, che fanno della via una delle mete cittadine più frequentate per gli acquisti e il passeggio. All'epoca della sua apertura, la strada, ampia, rettilinea e affiancata da palazzi di altezza non usuale per i tempi, più simile alla sontuosa Via Giuseppe Garibaldi di epoca rinascimentale, rappresentò una novità per l'area, caratterizzata sino ad allora da vie più strette e dai caratteristici vicoli. Il concorso per la costruzione della nuova strada fu bandito nel 1883, dopo un dibattito quasi ventennale, e solo nel 1887 fu approvato il progetto di Cesare Gamba. I lavori iniziarono nel 1892. Per prima fu realizzata la parte inferiore, con la risistemazione della ex via della Consolazione, terminata l'anno successivo; la strada fu inaugurata il 18 gennaio 1896. La realizzazione dei vari palazzi affacciati sulla via sarebbe stata completata solo nel 1913. Tutti gli edifici preesistenti, tranne la chiesa della Consolazione e l'annesso convento, furono abbattuti e sostituiti da nuovi palazzi, costruiti per la prima volta a Genova in cemento armato.
La strada fu edificata sul percorso delle precedenti Via Giulia, per il tratto che va da piazza De Ferrari (al tempo piazza San Domenico, dal nome dell'omonima chiesa non più esistente) sino al Ponte Monumentale, e via della Consolazione, per il tratto oltre al Ponte Monumentale fino a porta Pila.. Un progetto di ampliamento di via Giulia (strada risalente al XVII secolo e più volte modificata per migliorarne la percorribilità da carri e carrozze) era già stato approvato nel 1840, ma la pratica fu poi bloccata a causa dei ricorsi dei proprietari degli edifici che sarebbero stati demoliti o modificati, e quindi nei decenni successivi vennero effettuati solo lavori di minore impatto per limitarne la pendenza abbassandone il livello stradale.
Via XX Settembre fu ridisegnata sul tracciato delle due vie in asse, quando, a fine Ottocento, partendo dal 1892, si decise il riassetto urbanistico di tutto il centro cittadino. La progettazione della via venne affidata all'ingegnere Cesare Gamba. Lungo il suo tracciato e parimenti nelle vie adiacenti, sorsero i più enfatici edifici in stile liberty della città, tra il 1892 e il 1912. La strada venne costruita in due tempi (un primo tratto inferiore da porta Pila a porta d'Archi e uno superiore da porta d'Archi a piazza de Ferrari), non senza difficoltà economiche (la crisi bancaria del 1894 colpirà alcuni degli enti che avevano finanziato i lavori) e i progetti relativi ai singoli palazzi, oltre che le caratteristiche della futura strada (come la presenza o meno di porticati), vennero modificati più volte negli anni, per adattarsi alle mutate richieste e necessità del comune e delle imprese che li stavano costruendo.
Ad attraversarla in senso longitudinale, all'incirca a metà del suo tracciato, è il Ponte Monumentale, una imponente struttura in marmo a più arcate. Il Ponte Monumentale si impone sullo stesso luogo dove era la Porta dell'Arco, delle mura del XVI secolo, le cosiddette Mura Nuove. Il suo ruolo è, come lo era stato quello della porta dell'Arco, di collegare due sistemi di viabilità, uno inferiore (via XX Settembre), e uno superiore (corso Podestà). Venne realizzato con una doppia progettazione. Quella ingegneristica fu affidata nuovamente all'ingegner Cesare Gamba, che realizzò (1895) un'immensa arcata con una struttura del tipo di quelle dei ponti ferroviari; ad essa fu sovrapposto un apparato monumentale in marmo, con colonne e sculture. 
Situata poco anteriormente al Ponte Monumentale vi è la Chiesa intitolata a Santa Rita, detta Chiesa della Consolazione il cui ingresso, corrispondente al livello delle vecchie strade, rimane leggermente più basso dell'attuale sede stradale. Immediatamente oltre, sopraelevata rispetto alla strada, la chiesa di Santo Stefano, di architettura romanica e ricostruita sui resti di un'antica abbazia benedettina.
La via e i suoi edifici, come gran parte della città, subì pesanti danni durante i bombardamenti su Genova della seconda guerra mondiale. Furono quasi completamente distrutte, e poi ricostruite, molte strutture civili e pubbliche, fra queste: la suddetta chiesa di Santo Stefano, il Teatro Margherita, e vari altri. Altre furono danneggiate più o meno gravemente, come il Palazzo Orzali, il Palazzo Pesce Manieri, e alcuni dei palazzi di Dario Carbone e altri.
In occasione delle riqualificazioni cittadine per il G8 del 2001, i marciapiedi di metà della via lato Piazza de Ferrari sono stati ampliati di alcuni metri per permettere un maggiore afflusso di pedoni.

## Palazzi
La lunga arteria aperta nell'ultimo scorcio dell'Ottocento è divisa in due dal Ponte Monumentale: gli edifici della parte superiore sono dotati di portici ed architettonicamente più eleganti, mentre nella parte di levante prevalgono strutture in cemento armato, innovative per l'epoca, arricchite dalle decorazioni tipiche del Art Nouveau, che caratterizza gran parte delle nuove aree centrali della città, oppure da elementi tradizionali, ispirati all'architettura manierista o al gotico fiorentino. Sono numerosi gli edifici di interesse architettonico, molti dei quali sottoposti a vincolo architettonico.
L'Università di Genova segnala fra quelli degni di interesse artistico architettonico i civici 1, 2, 3, 5, 8c, 10 - 12, 16 - 18, 19, 21, 23, 26, 28, 29, 30 - 32, 34, 36, 42. Nella progettazione furono impegnati alcuni dei più noti ingegneri e architetti dell'epoca, come Gino Coppedè, Luigi Rovelli, Benvenuto Pesce Maineri, Cesare Gamba, Dario Carbone, Gaetano Orzali, Stefano Cuneo, Raffaele Croce, Giuseppe Tallero, G. B. Carpineti, i fratelli Celle e altri. Fra gli edifici più siginificativi, vi sono:

### Palazzi sul lato sud
- Civico 2, Palazzo delle Cupole (Dario Carbone, 1909). Situato all'intersezione con via Brigata Liguria, lato sud, fu costruito tra il 1905 e il 1909 su disegno di Dario Carbone[20]. Costruito interamente in cemento armato, anche nelle strutture verticali, ha la facciata decorata con motivi tipici dello stile liberty. È caratterizzato da quattro torri angolari, sormontate da cupole.[6][7]
- Civico 4, Palazzo Bianco (Cesare Gamba, 1892). Ispirato a uno stile rinascimentale con influenze barocche e abbellimenti, è originariamente databile tra il XVI e il XVII secolo.[21]
- Civico 6, Palazzo Boggio-Rosazza (Cesare Gamba, 1892). Ispirato a uno stile gotico-fiorentino, in particolare quello di palazzo Medici Riccardi, ha il basamento rifinito a bugnato.[6][18]
- Civico 8 (Giuseppe Rosso, 1933). L'unico edificio costruito in epoca significativamente successiva a quella dell'arteria stradale, si presenta con una chiara architettura razionalista e meno marcate influenze classiciste. Il suo progettista fu anche autore del Teatro Civico di Vercelli e di altre significative opere dell'epoca.[22]
- Civico 10-12, Palazzo Zuccarino (Stefano Cuneo, 1901). Disegnato a inizio Novecento, fu costruito sull'area in cui sorgeva la chiesa di S. Maria della Pace. Ha la forma di una "E" rovesciata, con due cortili interni aperti sul retro.[7] Anche in questo caso lo stile appare come una contaminazione tra romanico-gotico e manierismo cinquecentesco.[21]
- Civico 2 di via Maragliano, Palazzo Zuccarino (Gino Coppedè, 1907). Adiacente al precedente, ricco sino all'eccesso dei più classici elementi decorativi tipici del celebre architetto fiorentino, è considerato tra i migliori edifici liberty nella zona.[6][7][19]
- Civico 14, Palazzo dei Giganti (Dario Carbone, Eugenio Fuselli, 1895). In stile liberty, si trova di fronte alla chiesa della Consolazione. La facciata, tripartita alla base da quattro pilastri a bugnato, è ornata da quattro coppie di telamoni in cemento, opera di Michele Sansebastiano, che sostengono quattro gruppi di colonne binate. Il palazzo ha ospitato la sede genovese del Bureau Veritas, una delle più antiche agenzie di classificazione navale, presente nel capoluogo ligure dal 1848.[6][18]
- Civici 16-18 (Adolfo Bisso, 1898). Adiacente al Ponte Monumentale, il palazzo fu progettato con forma irregolare per seguire l'andamento dello slargo davanti al ponte. Fu gravemente danneggiato dai bombardamenti su Genova della seconda guerra mondiale, ma poi recuperato. Attraverso il palazzo si accedeva al teatro Margherita, occupato dagli anni 1990 da attività commerciali. Il vano di accesso all'ex-teatro divide l'immobile in due distinte ali, che si differenziano anche per le decorazioni della facciata: il lato di levante ha decorazioni ispirate al manierismo cinquecentesco, quello a ponente è in stile "neoromantico", con coronamento ad archetti pensili.[7][21]
- Civico 26 (Benvenuto Pesce, 1909). Anch'esso in stile liberty, con decorazioni orientaleggianti, ha cinque piani più il mezzanino, con la facciata, riccamente decorata e caratterizzata da due torrette poligonali estese per quattro piani.[6][7]
- Civico 28 (Raffaele Croce, 1909). L'edificio ha cinque piani. La facciata, a colori vivaci, è decorata da balconi traforati e finestre a bifore e trifore. Il palazzo è sormontato da due cupole a pagoda con copertura in rame.[7]
- Civici 30-32 (G. B. Carpineti, 1902). L'immobile ha la facciata tripartita sia in larghezza sia in altezza, decorata con lesene e una rifinitura a bugnato sugli angoli.[7]
- Civico 34 (Luigi Rovelli, 1902). Il palazzo, dal prospetto neomanierista, per la sua posizione, ha pianta irregolare. Caratteristico il grande cornicione sporgente, nel quale si aprono le finestre del quinto piano.[18][23]
- Civico 36 (Benvenuto Pesce, 1909). La facciata ha finestre strette e allungate, ben distanziate e contornate da eleganti decori. L'ultimo piano è costituito da un loggiato a coloninne binate.[7]
- Civico 42 (G. B. Carpineti, 1905). I cinque piani sono ben evidenziati da lesene in orizzontale e da balconate in verticale, con finestre alternate a bovindi ai piani inferiori. Costruito in origine come struttura alberghiera, al piano terreno presenta un ampio spazio aperto sorretto da colonne con un'esedra semi circolare da cui ha inizio una scala ellittica.[7]

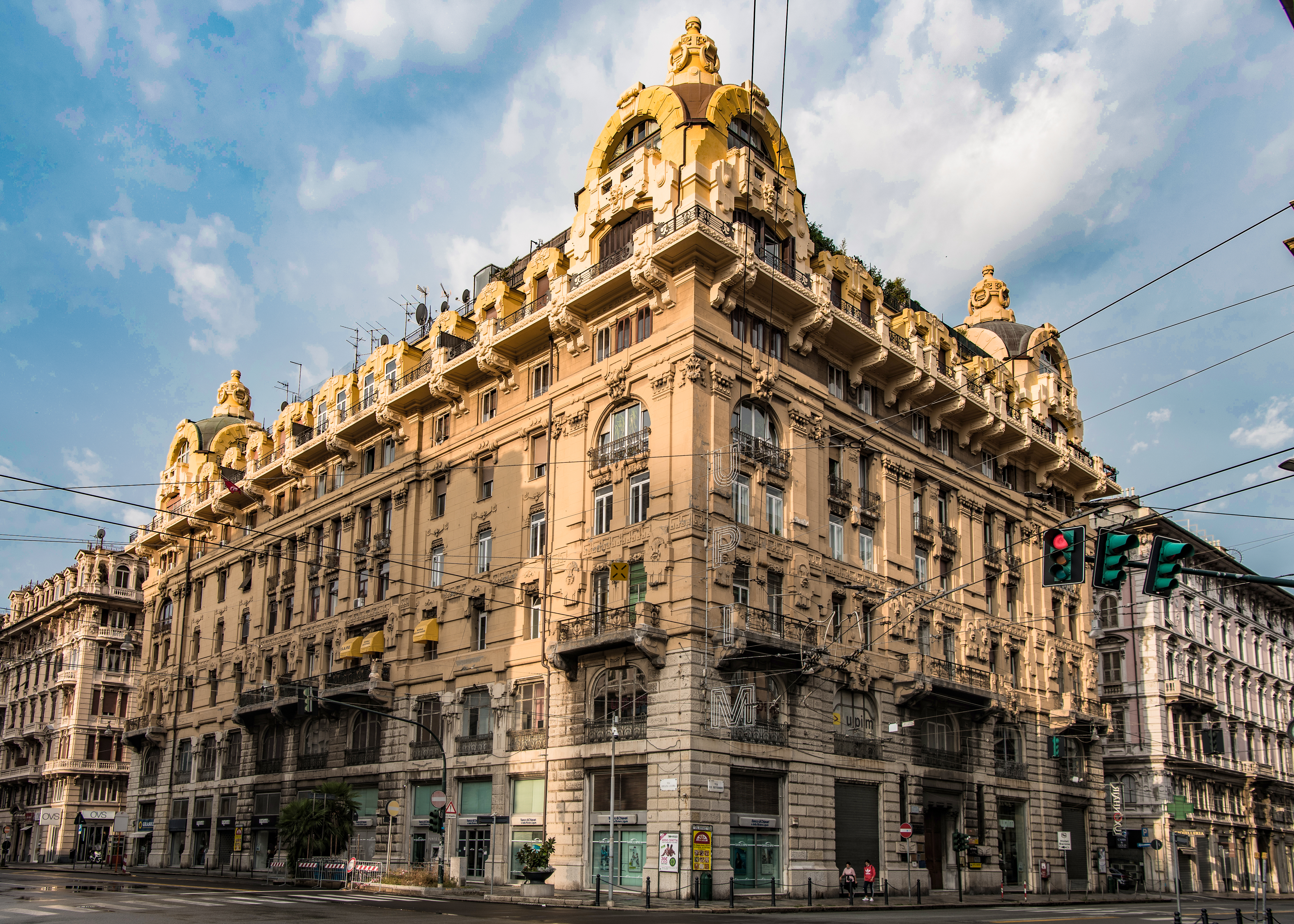
Civico 2
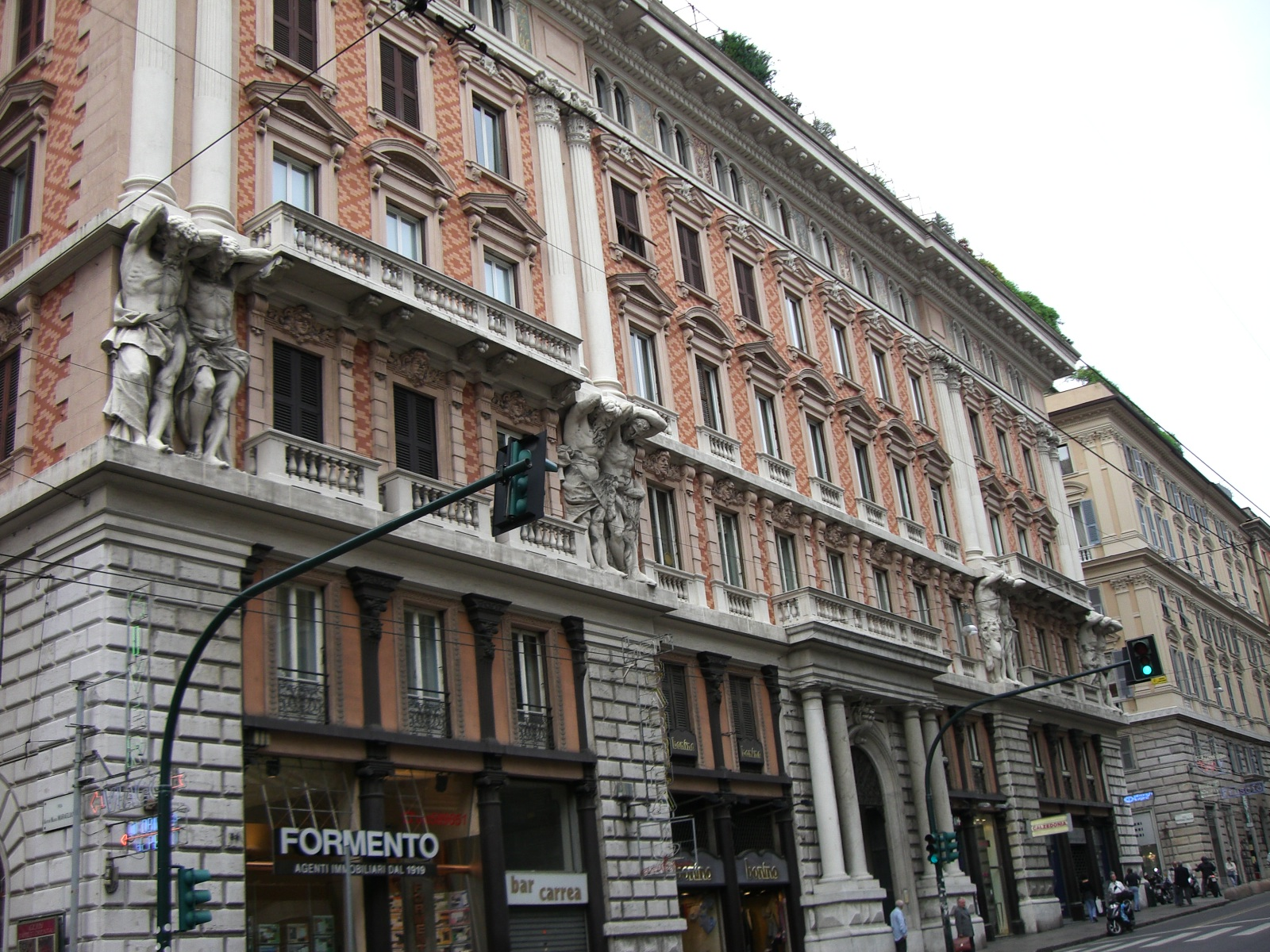
Civico 14
Civico 16/18 (sede del Teatro Margherita prima della conversione in centro commerciale)
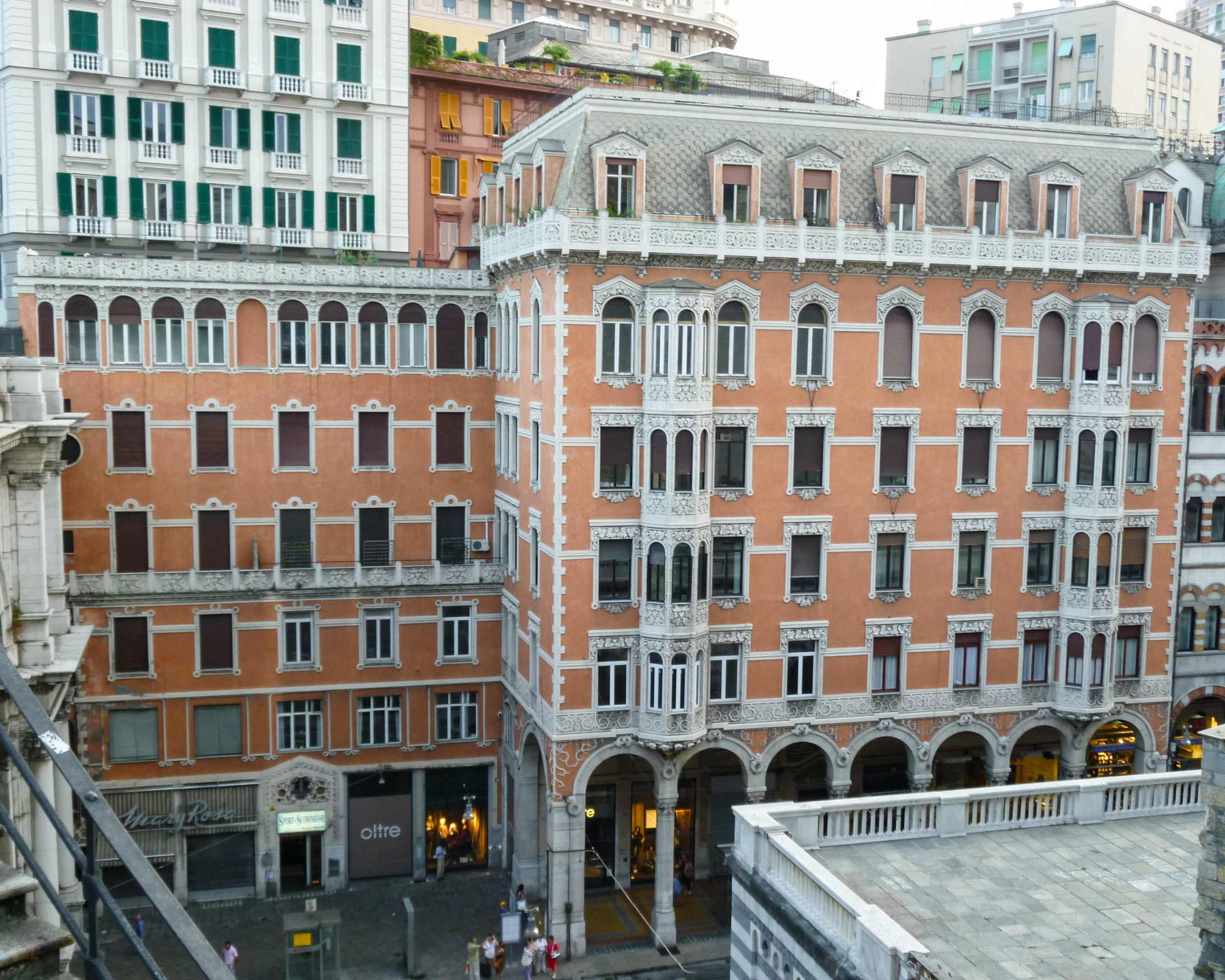
Civico 26
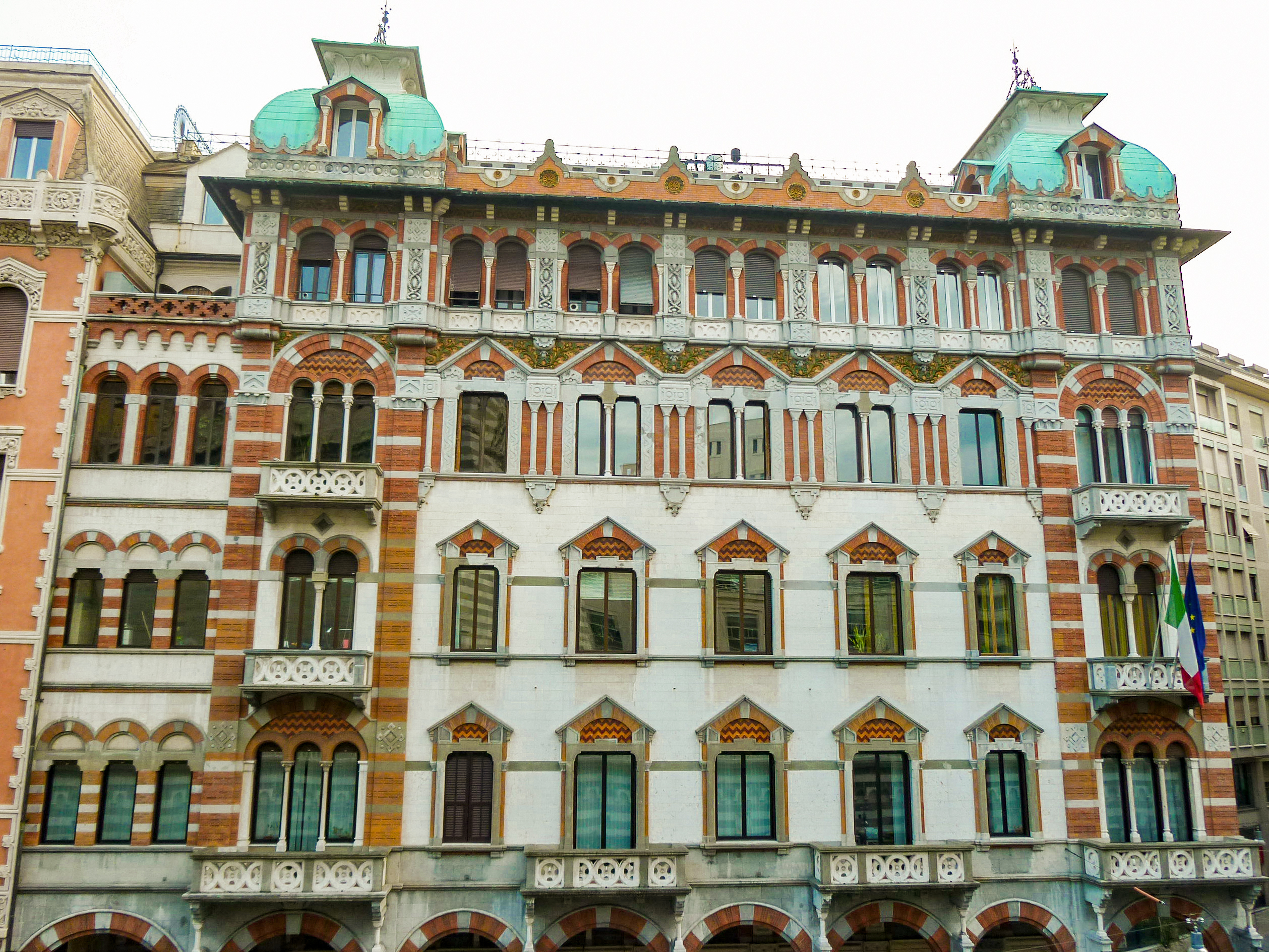
Civico 28
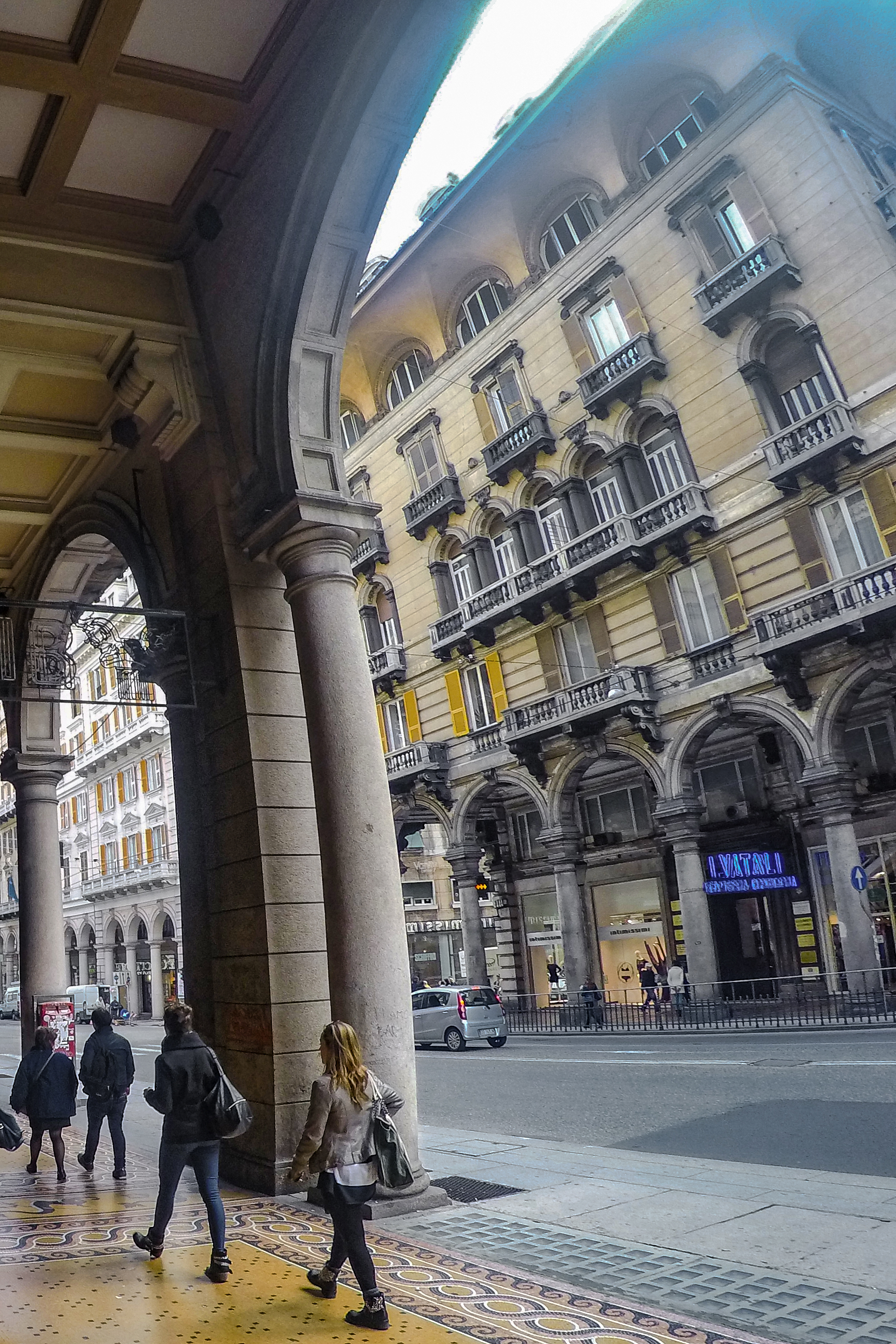
Civico 34
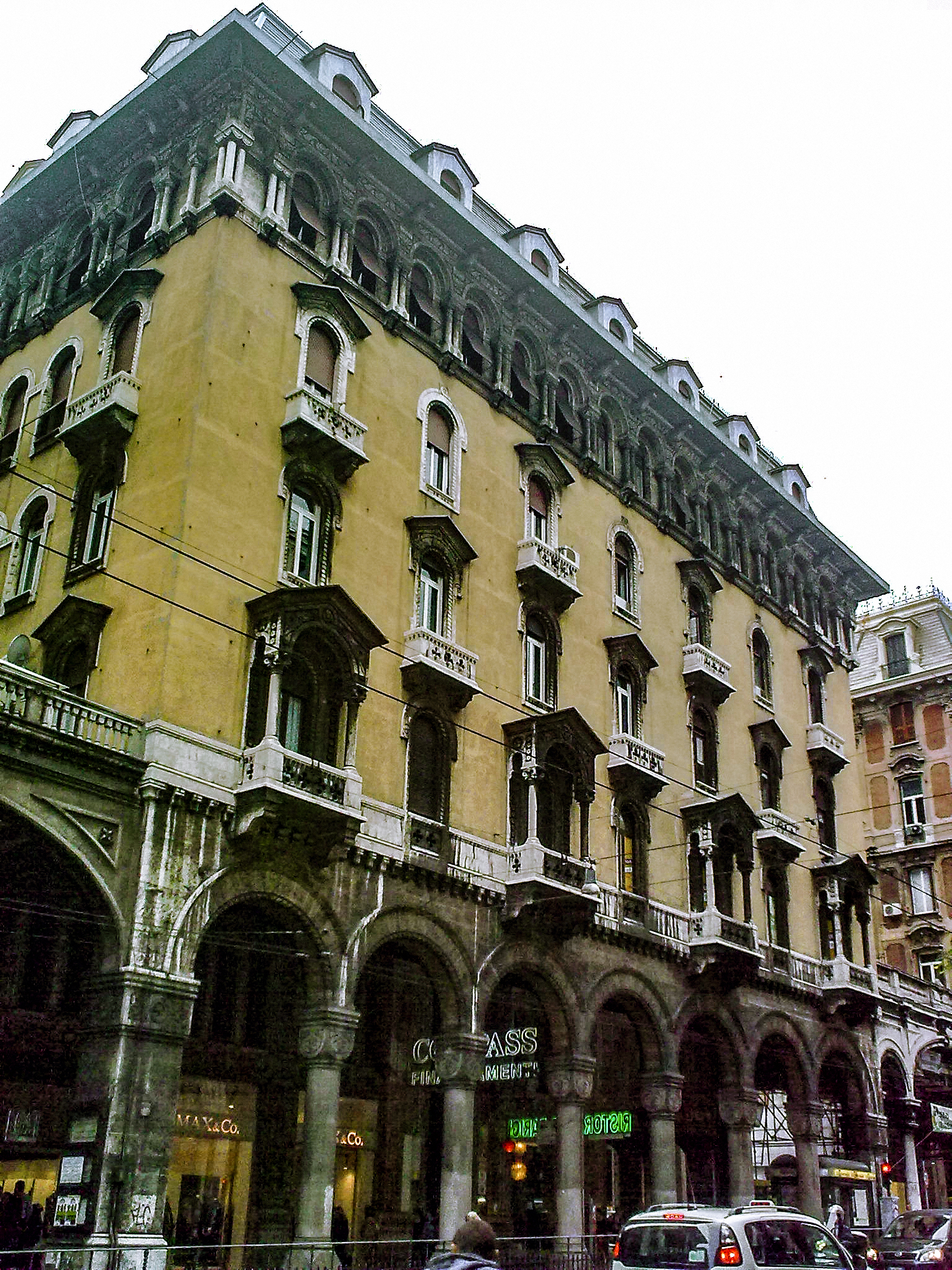
Civico 36
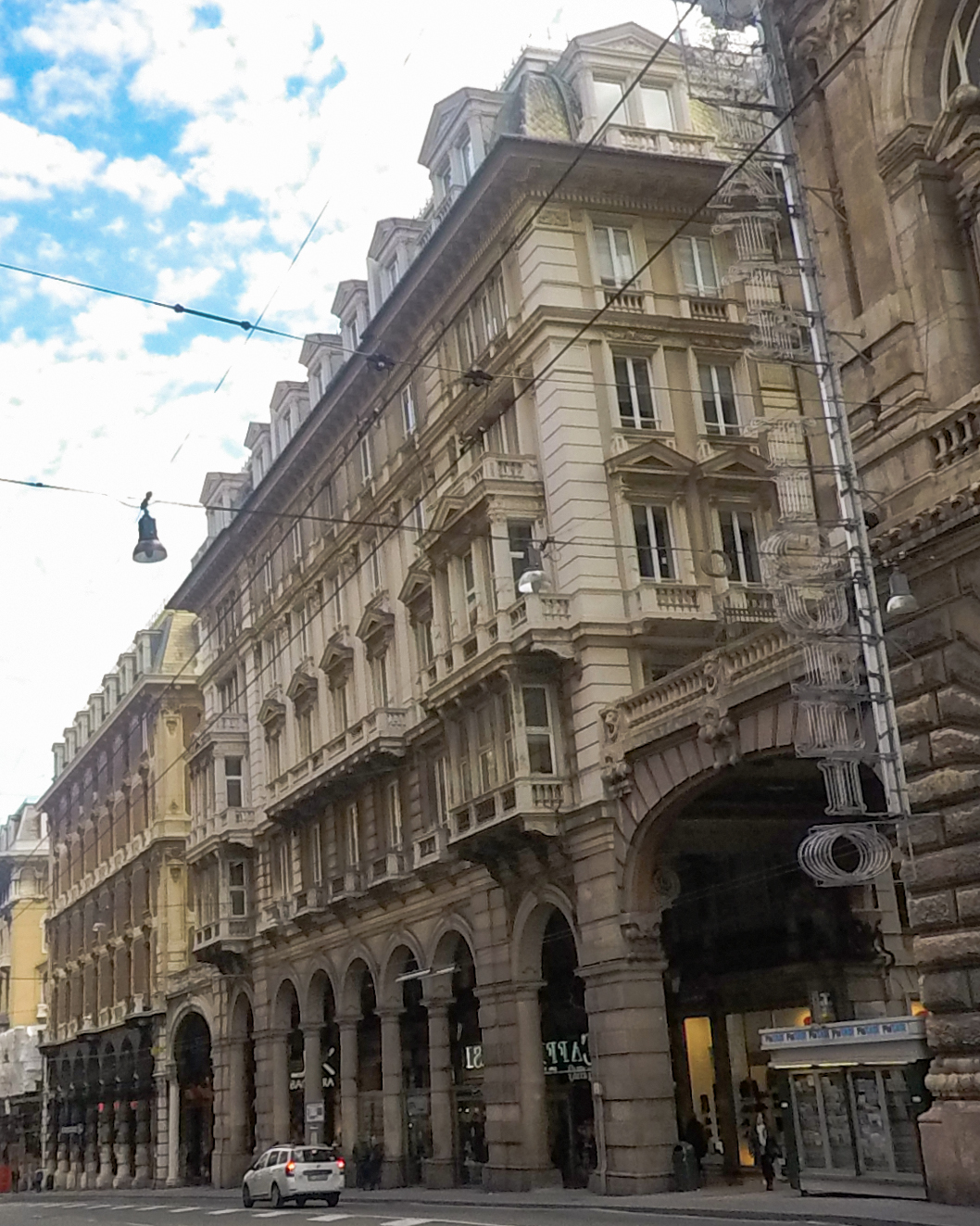
Civico 42

### Palazzi sul lato nord
- Civico 1 (Cesare Gamba, 1892), in stile classicista, con una suddivisione tripartita.[21]
- Civico 3 (Giuseppe Tallero). L'edificio risente del gusto fine ottocentesco, facendo parte della prima parte edificata, con elementi decorativi plastici, con un avanzamento dei corpi e cornicioni a sbalzo.[24]
- Civico 11-13, Mercato orientale (Veroggio, Bisagno, Cordoni) - Pensato con lo scopo di ricollocare il mercato agricolo precedentemente ospitato in piazza De Ferrari, si tratta di un complesso di 5.500 metri quadri, con un porticato a forma circolare di 360 metri. Inizialmente pensato con struttura metallica, fu poi edificato in cemento armato.[21]
- Civico 19 (Stefano Cuneo, 1897). Presenta una facciata tripartita e una decorazione molto dettagliata con dettagli cromatici accenti, presena un particolare arrotondamento verso via della Consolazione.[21]
- Civico 21 (Fratelli Celle 1896). Realizzato con un'austera facciata in stile tradizionale, è centralmente caratterizzato dagli elementi decorativi del portone, con un cornicione a balaustra.[21]
- Civico 23, Palazzo Zuccarino-Cerruti (Gino Coppedè, 1912). L'edificio più significativo sul lato nord della via sorge anch'esso nei pressi del Ponte Monumentale, all'angolo con S. Vincenzo. Fu costruito tra il 1909 e il 1913 su disegno di Gino Coppedè. Per la sua posizione l'edificio ha pianta irregolare; la facciata, pur nella ricchezza di elementi decorativi in stile Liberty, vagamente ispirati a motivi egizi e cino-giapponesi, si presenta più sobria rispetto agli altri edifici disegnati dall'architetto fiorentino.[6][7][19]
- Civico 29, Palazzo Orzali (Gaetano Orzali, 1905). Edificio con tre grandi bovindi estesi per tre piani e notevoli ringhiere decorate in stile liberty. L'atrio è caratterizzato da uno scalone a doppia rampa.[18][7] I sottostanti portici sono collegati a quelli del palazzo successivo da un ampio portale in marmo rosa, sovrastato dallo stemma di Genova in marmo bianco, originalmente modificato sostituendo i due grifoni con nudi maschili e la corona con un copricapo ornato da sfere.[6]
- Civici 31, 33 (Dario Carbone). Questi edifici, con il successivo 35, presentano simili strutture e decorazioni, con facciate animate da bovindi riccamente decorati.[6]
- Civico 35, Palazzo dell'Hotel Bristol (Dario Carbone, 1905). Progettato da Dario Carbone e inaugurato nel 1905, è sede di un albergo di lusso.
- Civico 37 (Dario Carbone, 1905). Ulteriore edificio liberty, progettato da Dario Carbone nello stile del precedente.
- Civico 41. L'edificio in cima alla strada, in parte affacciato su piazza De Ferrari con una facciata curvilinea, è sormontato da una cupola. È la ricostruzione postbellica (1951) dell'edificio originario, distrutto dai bombardamenti della seconda guerra mondiale. Ospita la sede genovese del quotidiano La Repubblica e quella dell'emittente televisiva Telenord.

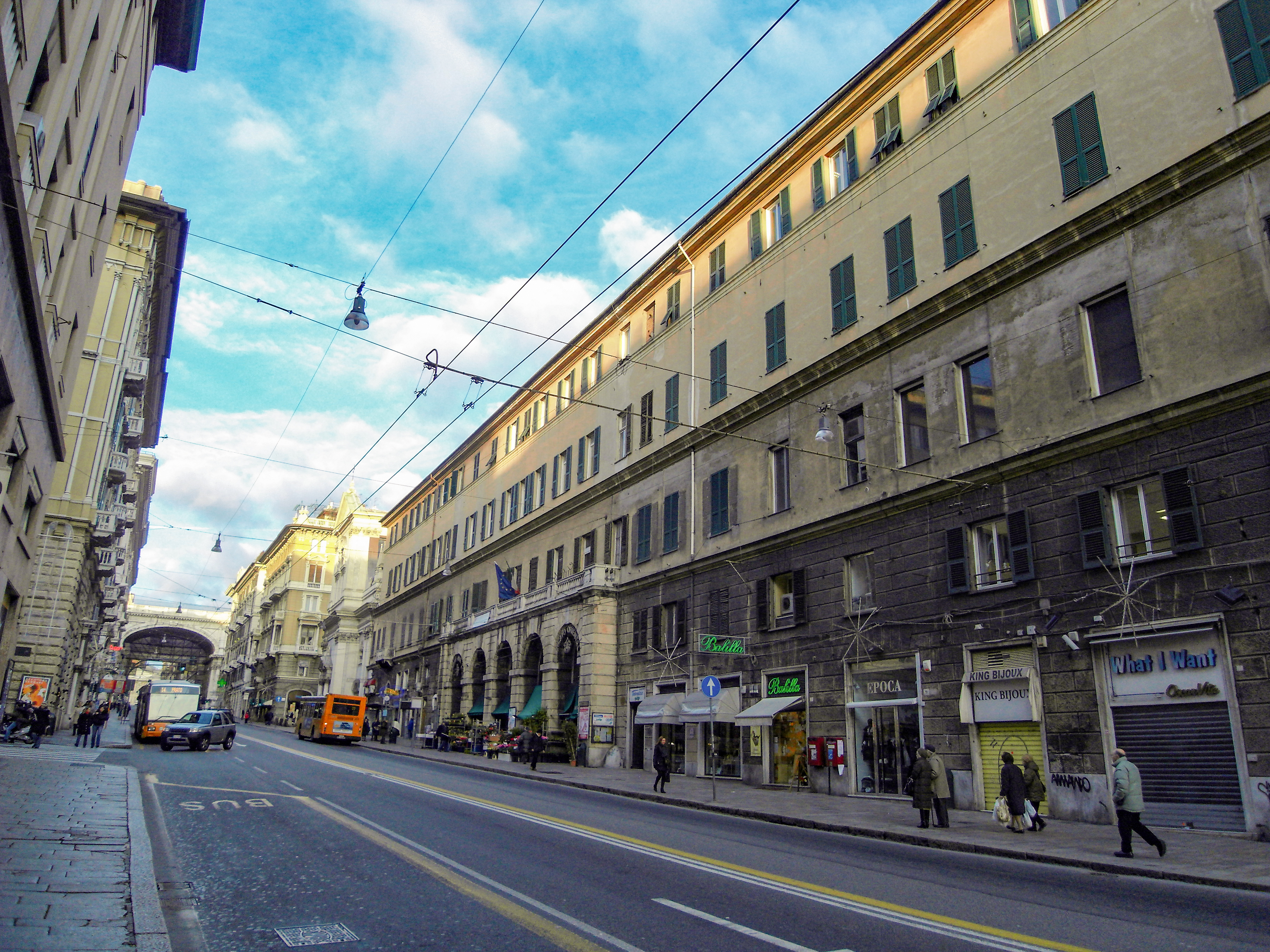
Civici 11-13, il Mercato Orientale
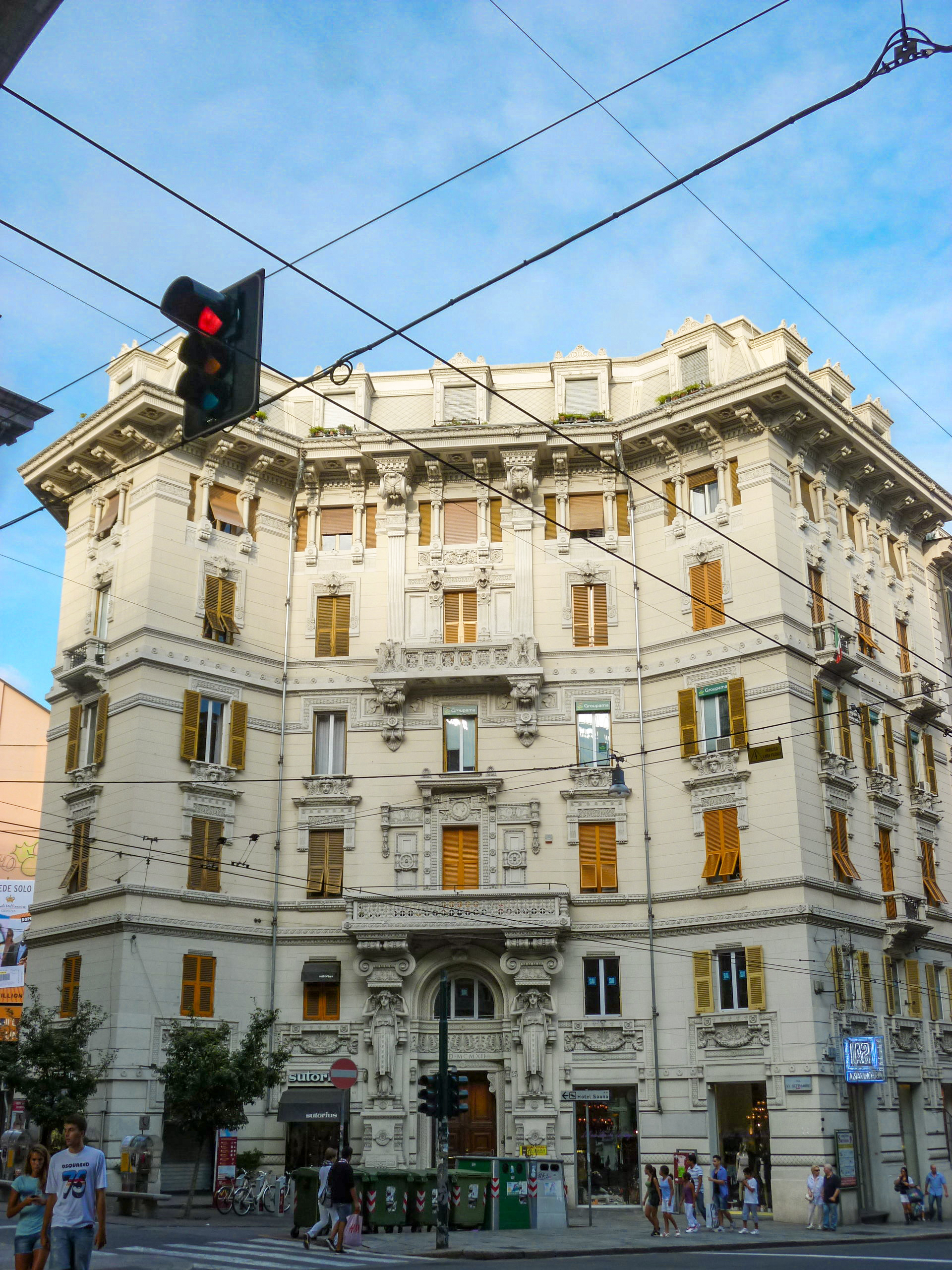
Palazzo Zuccarino-Cerruti, civico 23, all'incrocio con via San Vincenzo
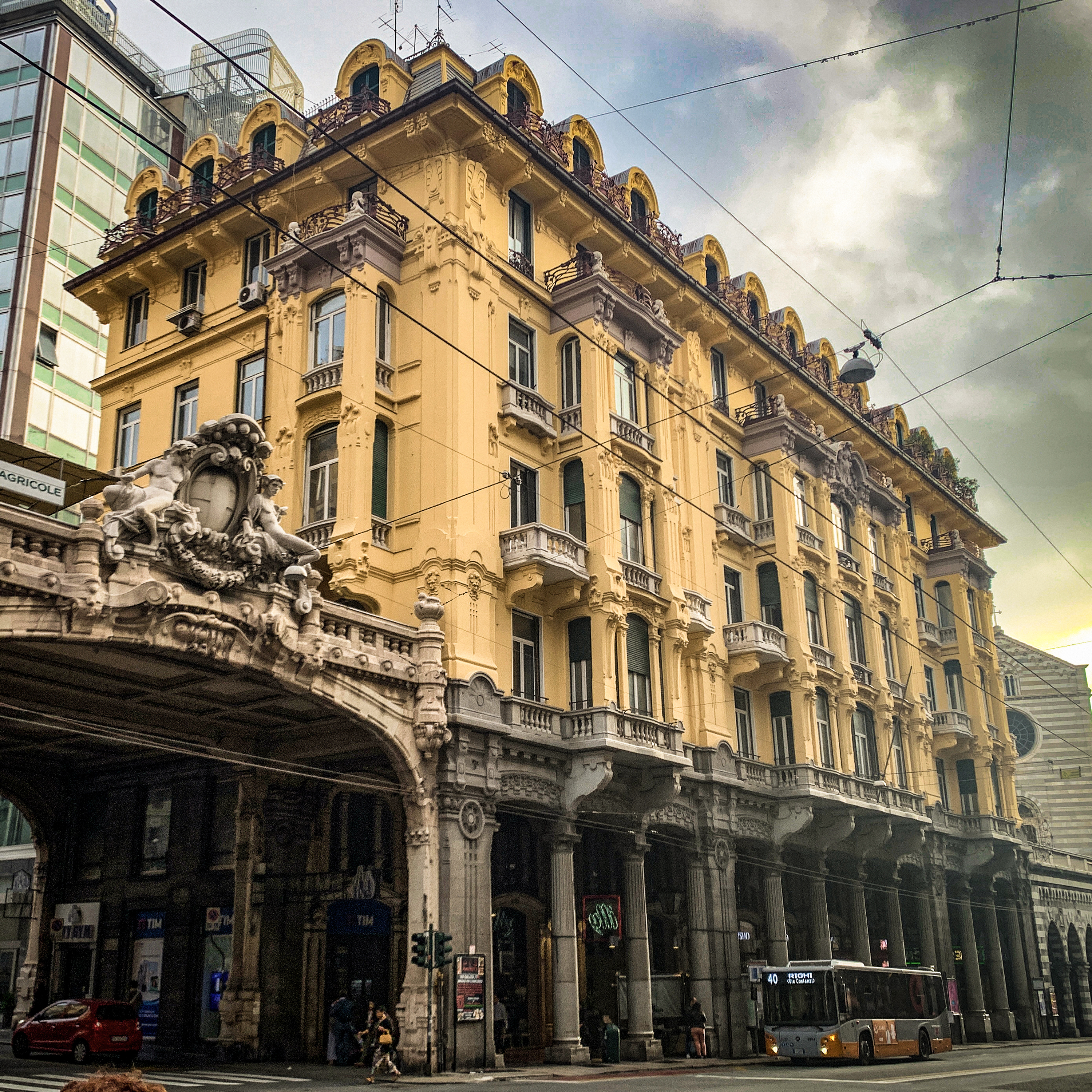
Civico 29, di Gaetano Orzali
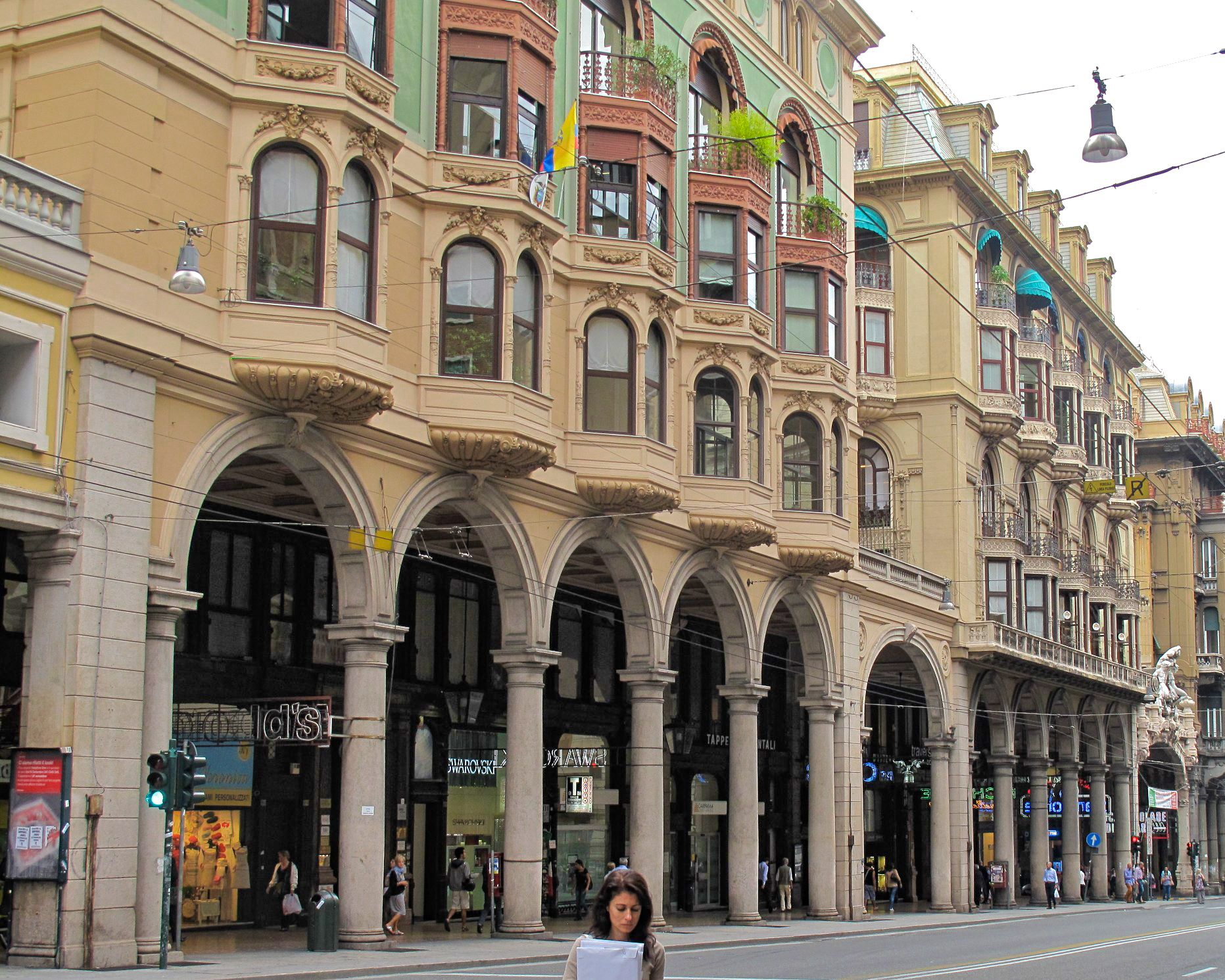
Civici 31-33
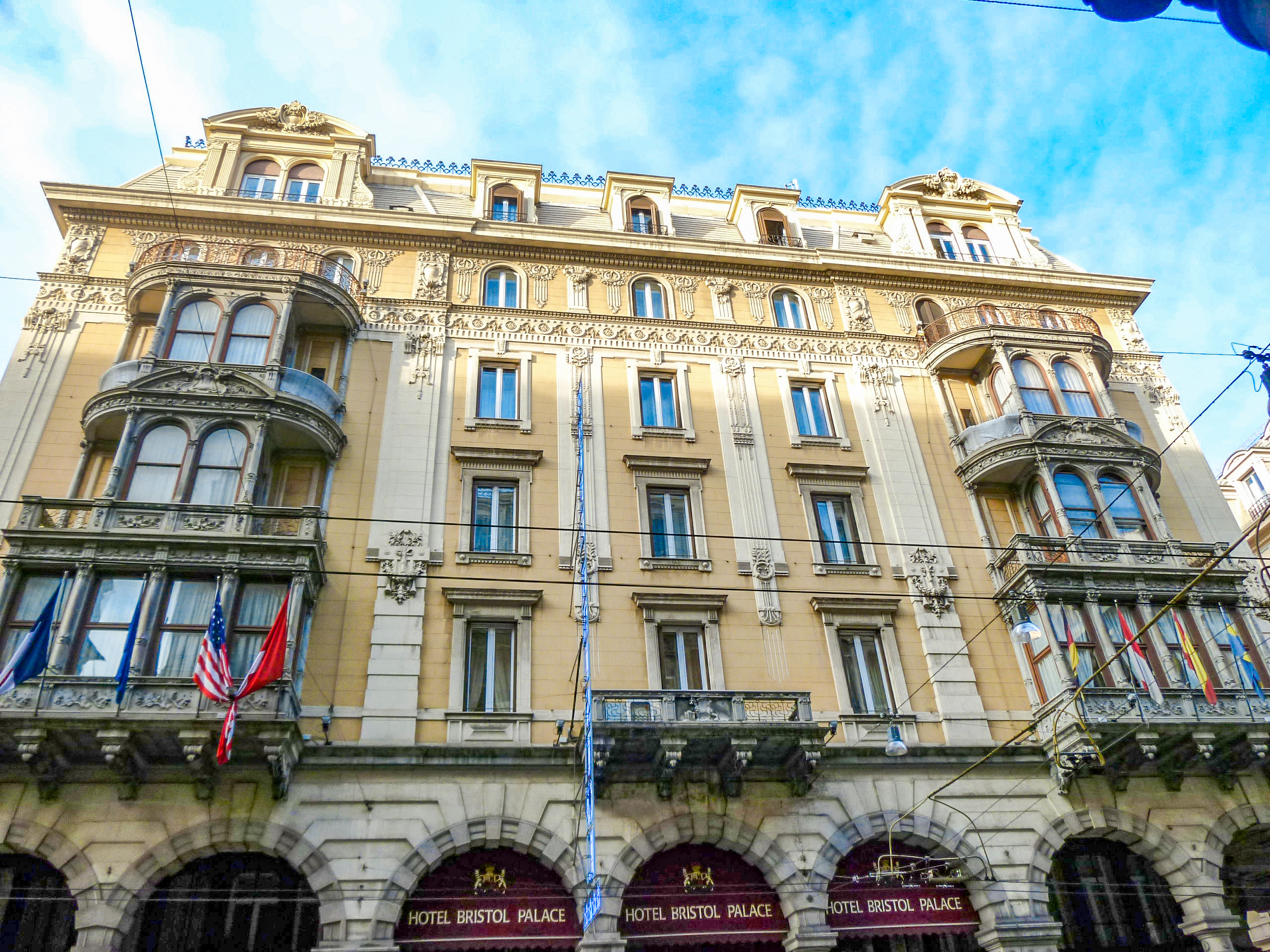
Civico 35, Hotel Bristol Palace
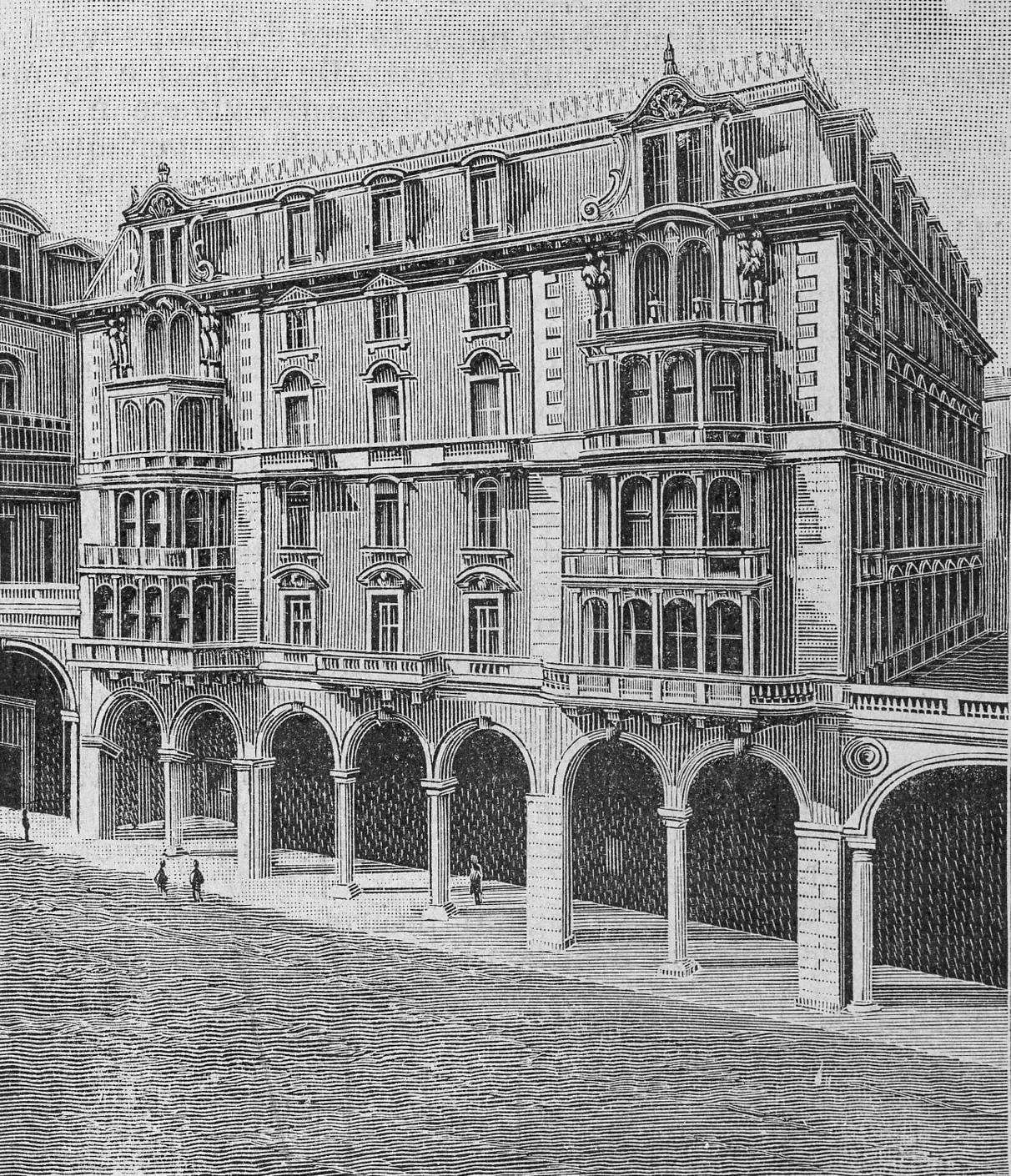
Civico 37 in un'antica xilografia
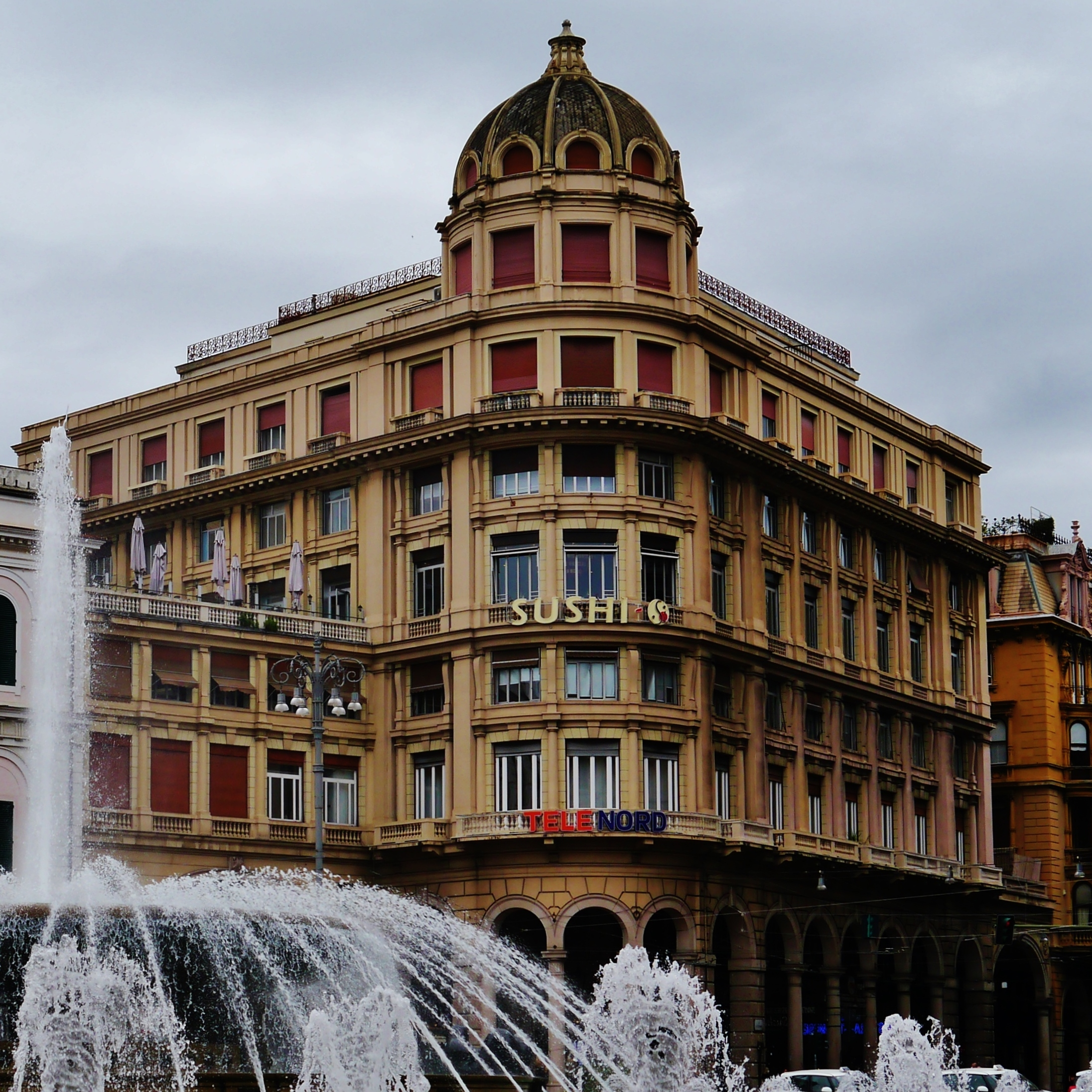
Il civico 41 visto da piazza De Ferrari
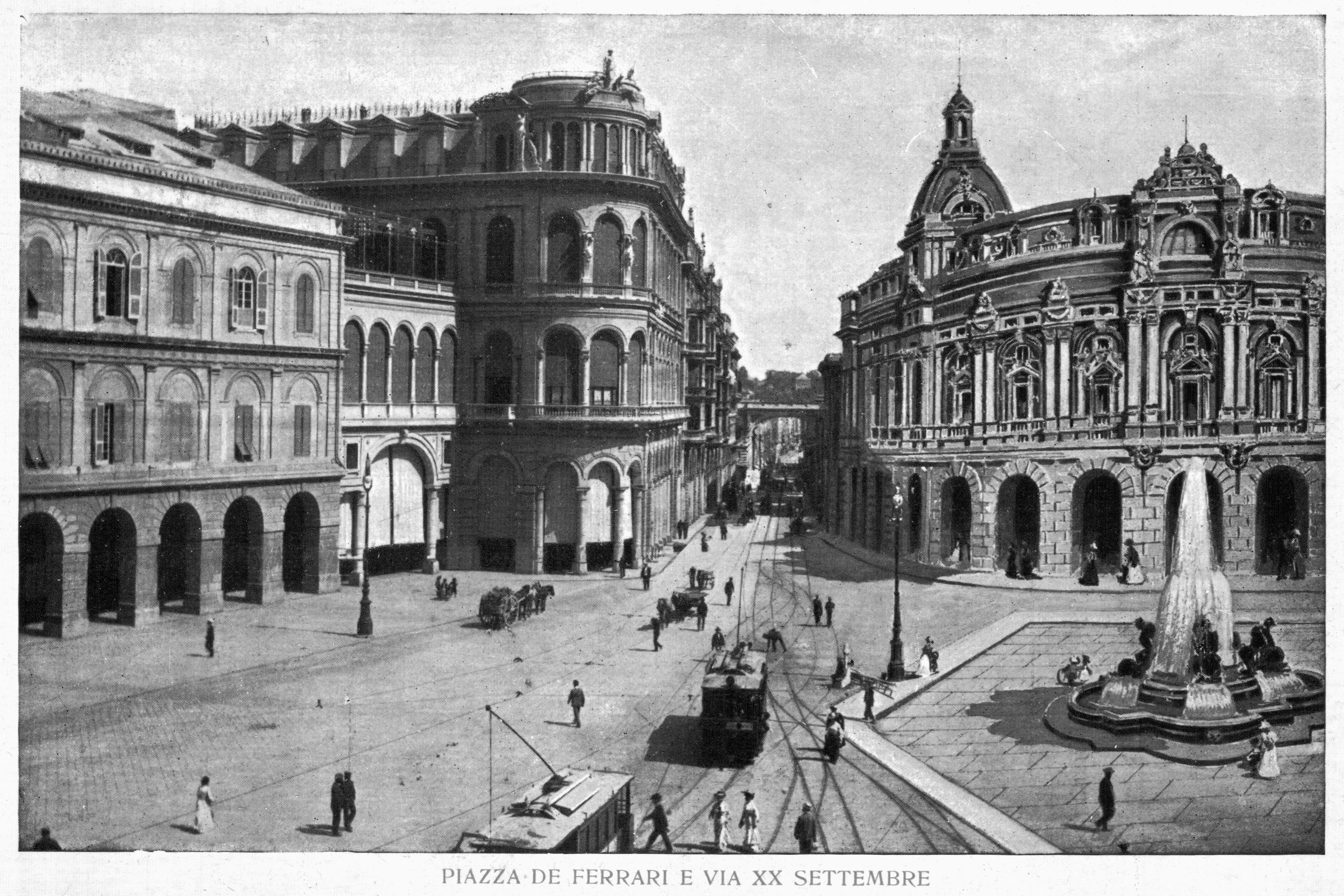
L'originario edificio al civico 41, prima dei danneggiamenti bellici del 1942

## Ponte Monumentale

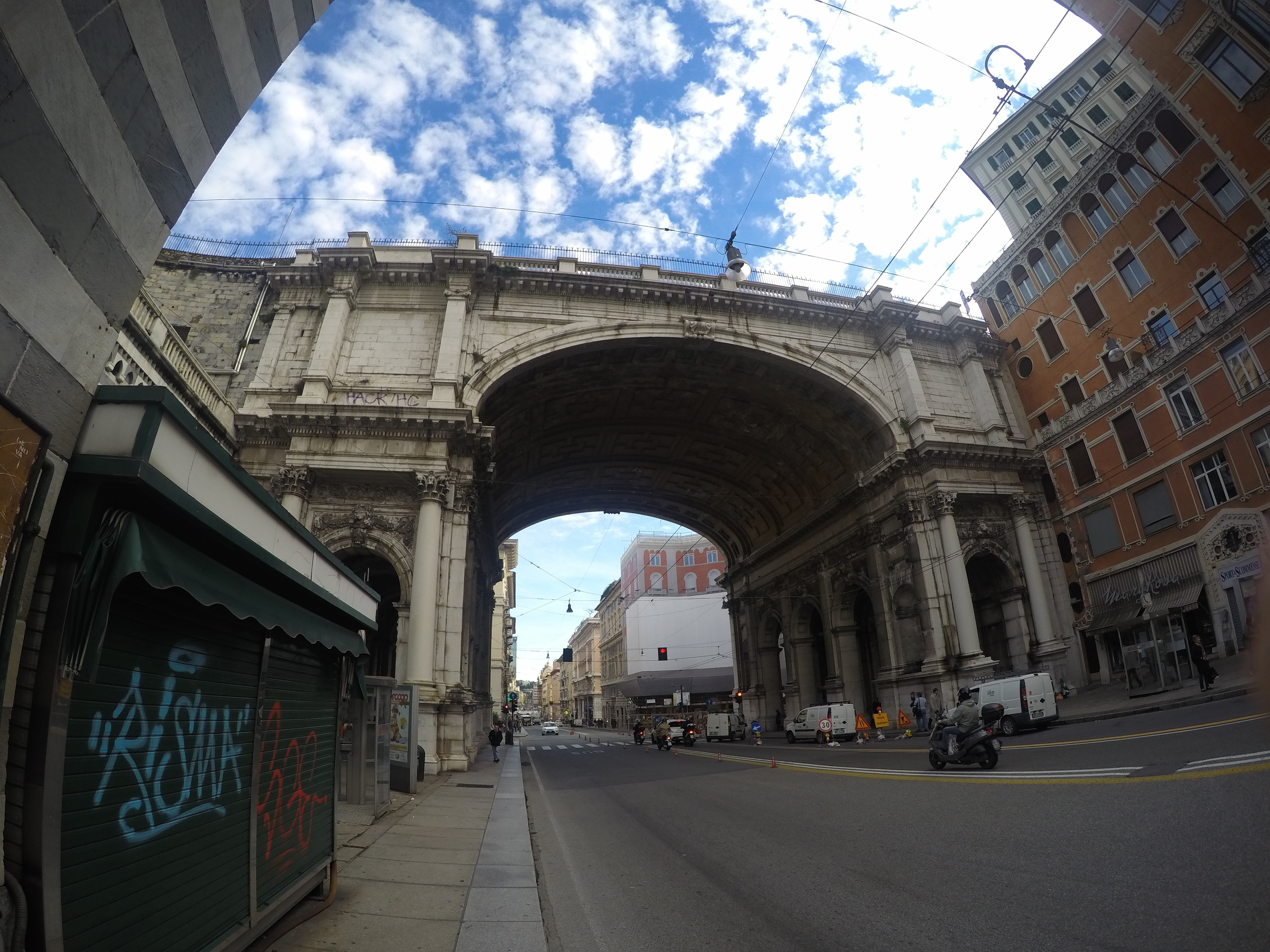
Il Ponte Monumentale

Il Ponte Monumentale, che collega le mura dell'Acquasola con quelle di S. Chiara, costruito su progetto di Cesare Gamba e Riccardo Haupt tra il 1893 e il 1895, in sostituzione della porta degli Archi, smontata e ricostruita sulle Mura del Prato. Sul ponte, che scavalca via XX Settembre, passa corso Andrea Podestà, che correndo sui bastioni delle mura cinquecentesche e collega piazza Corvetto con la zona di Carignano. Divenuto uno dei luoghi simbolo della città moderna, divide l'area di Portoria da quella di S. Vincenzo ed offre un'ottima vista sulla sottostante via XX Settembre. Il ponte, alto 21 metri sul livello stradale di via XX Settembre, è costruito in pietra e mattoni, secondo la tipologia delle arcate ferroviarie in uso a quel tempo, ma è stato poi rivestito esternamente in pietra bianca di Mazzano.
Nel 1949 le due arcate laterali, decorate con statue di Nino Servettaz, vennero dedicate ai caduti per la libertà: alcune epigrafi ricordano i nomi dei caduti della Resistenza, l'atto di resa delle truppe tedesche del generale Meinhold al CLN ligure (25 aprile 1945) e il testo della motivazione con cui nel 1947 venne concessa a Genova la medaglia d'oro della Resistenza.